# Andrew Reddy
Andrew „Ando“ Reddy (* 18. Januar 1933 in Dublin; † 6. März 2022 ebenda) war ein irischer Boxer.

## Werdegang
Andrew Reddy boxte in Dublin für den British Railways Boxing Club und den Sandymount Boxing Club. 
Bei den Europameisterschaften 1951 schied er im Viertelfinale des Fliegengewichts gegen den Niederländer Hendrik van der Zee aus. Neben 4 Amateur-Länderkämpfen nahm Andrew Reddy an den Olympischen Sommerspielen 1952 in Helsinki teil. In seinem Erstrundenkampf im Fliegengewichtsturnier unterlag er dem Italiener Aristide Pozzali nach Punkten.
Bei den Olympischen Sommerspielen 1960 in Rom besiegte er im Federgewichtsturnier in der ersten Runde den Franzosen André Iuncker, ehe er danach gegen Abel Bekker aus Rhodesien ausschied.
Andrew Reddy war verheiratet und hatte vier Kinder. Sein Bruder Thomas Reddy nahm ebenfalls als Boxer 1952 an den Olympischen Spielen in Helsinki teil.